# Pagondas
Pagondas (en griego, Παγώνδας), hijo de Eóladas, fue un beotarca (general) y político tebano del siglo V a. C., conocido por haber dirigido a las fuerzas de Beocia en la batalla de Delio durante la guerra del Peloponeso, en la fase denominada guerra arquidámica. Su modificación de la formación militar estándar de los hoplitas y su uso de la caballería de reserva en la batalla constituye lo que mucho historiadores concuerdan en calificar como el primer uso registrado de tácticas militares en la Historia.

## Información biográfica
Se conoce poco sobre la vida de Pagondas. Píndaro menciona que habría nacido en el seno de una noble familia tebana, y sabemos que en la época de la batalla de Delio tendría unos 60 años de edad. Era un orador fiero y persuasivo, que al parecer consiguió convencer a los dispersos contingentes de Beocia para unificarse y atacar a sus enemigos atenienses mediante el uso de la retórica.
Sin embargo, aparte de una breve mención de Tucídides, hay poca información sobre su vida. Parece como si apareciese en la historia en la Batalla de Delio y luego volviese a desaparecer.

## Delio
En la batalla, los pueblos de Beocia se enfrentaron a un grupo de atenienses liderados por Hipócrates. El ejército de Beocia cargó colina abajo contra el ejército ateniense, mientras que estos últimos, que habían sido sorprendidos por la aparición repentina de sus enemigos, cerraban la formación y cargaban colina arriba.
En la línea de batalla de Beocia a la izquierda se encontraban los hombres pertenecientes a la ciudad de Tespias. A su derecha Pagondas había colocado a sus propios tebanos. Además eligió dar a su línea de tebanos una profundidad de veinticinco escudos, en lugar del estándar de ocho, para darles más poder de empuje. Es el primer caso registrado en el que un general cambiase la profundidad estándar de una unidad de hoplitas.
La técnica recién implementada tuvo unos resultados fabulosos. Los tebanos rompieron rápidamente el ala izquierda ateniense y se desplazaron para rodear al resto del ejército enemigo. Sin embargo los soldados de Tespias se encontraban frente a frente con las mejores tropas atenienses, por lo que pronto se vieron superados, rodeados y masacrados. 
Pagondas, sintiendo que sus tebanos no serían capaces de flanquear al enemigo antes de que el ala derecha ateniense llegase a su retaguardia, decidió hacer algo sin precedentes en los anales de la historia de la guerra en Grecia. Llamó a una fuerza de reserva (cuya mera existencia era ya de por sí un precedente histórico) de varios cientos de soldados de caballería, para que apoyasen a los diezmados hoplitas de Tespias. Los atenienses no supieron reaccionar a este giro de los acontecimientos, hasta el punto de que al parecer cayeron en la completa confusión y dieron media vuelta.
La reacción ateniense fue posiblemente muy afortunada para la caballería de Pagondas, puesto que estaba formada por la típica caballería ligera griega de aristócratas que montaban sin silla de montar ni estribos, por lo que en ningún caso era rival para una compañía formada de hoplitas. Sin embargo, el uso de la caballería de reserva rompió el ala derecha ateniense y, dado que los tebanos ya se encontraban en su retaguardia, provocó la estampida general de las tropas de Atenas.
La victoria de Pagondas en Delios ayudó a garantizar la seguridad de Beocia y previno, durante el resto de la guerra del Peloponeso, posibles incursiones futuras de atenienses en su territorio.

## Consecuencias de la batalla
La utilización sin precedentes en la historia de las tácticas militares por Pagondas fue el antecedente que permitió que su compañero, también tebano, Epaminondas, demostrase su genio como comandante en la batalla de Leuctra, que se considera una de las victorias tácticas más importantes de la historia de la guerra. No se sabe con certeza cuánto aprendió Epaminondas de Pagondas y de Delio, si bien la conexión parece clara. Por su parte, Filipo II de Macedonia aprendería de Epaminondas en la época en la que fue rehén de Tebas, y su legado sería expandido por su hijo, Alejandro Magno.
El historiador Victor Davis Hanson, así como otros, argumentan por tanto que el uso de la reserva de caballería por Pagondas y la alteración de la formación de los soldados supone el comienzo de una nueva historia militar en el mundo occidental y, por extensión, en el mundo.